# Mononoke
Возможно, вы искали мультфильм «Принцесса Мононоке».
Mononoke (яп. モノノ怪 Мононокэ) — аниме-сериал производства студии Toei Animation. Является продолжением аниме-сборника японских ужасов Ayakashi: Samurai Horror Tales 2006 года. 18 июня 2022 года было анонсировано, что режиссёр Кэндзи Накамура вернётся, чтобы снять полнометражный аниме-фильм Mononoke: Karakasa, а все актёры озвучивания из оригинального сериала вернутся, чтобы повторить свои роли. Премьера фильма состоялась в июле 2024 года. В марте 2025-го вышло продолжение — Mononoke Dai-Ni-Shō: Hinezumi. Заключительный фильм трилогии, Mononoke Dai-San-Shō: Hebigami, запланирован на весну 2026-го.

## Сюжет
Каждый эпизод Mononoke развивается по одному и тому же принципу — Аптекарь оказывается в месте, где обитает мононокэ (разгневанный дух), и постепенно узнаёт его форму, сущность и желание, ставшее причиной обращения, которые тесно связаны с окружающими Аптекаря людьми, после чего достаёт из большой сумки чемодан, а после оголяет клинок, являющийся некой сущностью с золотыми узорами, смуглой кожей и пепельно-белыми волосами. Как правило, ещё при жизни мононокэ становился жертвой страшной алчности и жестокости людей, а после обращения (смерти) стремился отомстить обидчикам. Сам Аптекарь ставит перед собой задачу уничтожить мононокэ. Аптекарь не является человеком, но при этом никогда не говорит, кто он такой, называя себя «простым аптекарем». Показано также, что Аптекарь бессмертен, так как разные истории затрагивают разные промежутки времени в разные века.

## Главный герой
Главный герой Mononoke не имеет имени. Это загадочный человек — Аптекарь (яп. 薬売り Кусуриури, досл. «продавец лекарств»), сражающийся с мононокэ при помощи своего необычного меча. Меч имеет воплощение, которое и сражается с мононокэ — это юноша с длинными волосами и загорелой кожей, которая разрисована золотистыми узорами. Воплощение является только в том случае, когда известны Форма, Суть и Первопричина мононокэ.
Сэйю — Такахиро Сакураи

## Список серий

### 1-2 (Дзасики-вараси)
Аптекарь приходит в рёкан, в которой также оказывается молодая беременная женщина по имени Сино. Позже оказывается, что её преследует слуга хозяйки и хозяина дома, в котором она работала прислугой. Причина преследования — ребёнок, зачатый от сына хозяев. Хозяйка гостиницы сначала желала выгнать девушку, но всё-таки даёт ей «самый нехороший» номер, в котором происходят мистические вещи. Девушка встречает странного ребёнка-ёкая, который узнаёт, что девушка беременна, и не трогает её. В эту же ночь прибывает наёмник, чтобы убить девушку, но его жестоким образом убивает ёкай. В номер прибывают хозяйка рёкана, её подручный и Аптекарь. Все они оказываются заложниками духов. Девушка видит прошлое: рёкан был раньше публичным домом, а хозяйка дома не допускала беременности работниц, проводя аборты. Так выясняется, что в гостинице обитают мононокэ — духи нерождённых детей. Они хотят проникнуть в тело Сино, чтобы та родила их и стала их матерью. Вопреки намерениям Аптекаря, Сино соглашается выносить всех дзасики-вараси, однако это вызывает у женщины мгновенное внутриутробное кровотечение, так как в жертву должен был быть принесён её собственный ребёнок. Сино понимает, что один из ранее виденных ею детей-духов на самом деле воплощал её нерождённого ребёнка, который перед своей смертью решил поблагодарить Сину за её доброту. В этот момент Аптекарь уничтожает ёкаев. Ребёнок Сино остаётся жив, и девушка продолжает ждать его рождения.
Сэйю:
- Айко Хиби — дзасики-вараси
- Кодзо Сиотани — Такудзи
- Риэ Танака — Сино
- Тосико Фудзита — Хисаё
- Эйдзи Такэмото — Наосукэ
- Юсукэ Нумата — Молодой господин

### 3-5 (Умибодзу)
Путешествуя на роскошном корабле купца, Аптекарь и другие пассажиры судна попадают в Треугольник Дракона, таинственное море, полное аякаси. Среди пассажиров — Каё, служанка из дома Сакаи (зритель знаком с ней по истории «Бакэнэко» из аниме-сериала Ayakashi: Japanese classic horror), и Гэнъёсай, менестрель и маг. Благодаря появлению Умидзато, аякаси, который требует от пассажиров назвать их самые сильные страхи, группа обнаруживает, что монах Гэнкэй сбил корабль с курса нарочно. Гэнкэй объясняет, что ненависть его покойной сестры Оё привлекла аякаси и создала Треугольник Дракона. Оё заняла место Гэнкэя в уцуробунэ, корабле, сделанном из ствола дерева, и принесла себя в жертву, чтобы успокоить аякаси. Аптекарь понимает, что на самом деле именно Гэнкэй ответственен за привлечение аякаси, так как он не смог примириться с тем, что обрадовался, а не расстроился, когда сестра заняла его место. Это привело к отделению тёмных эмоций Гэнкэя от него самого в форме мононокэ. Аптекарь уничтожает мононокэ по просьбе Гэнкэя и восстанавливает спокойствие в Треугольнике Дракона.
Сэйю:
- Юкана — Каё
- Рюсэй Накао — Гэнкэй
- Томокадзу Сэки — Гэнъёсай
- Дайсукэ Намикава — Согэн
- Дайсукэ Сакагути — Хёуэ
- Ясухиро Такато — Тамон
- Эйдзи Такэмото — Горомару
- Норио Вакамото — Умидзато
- Харуна Икэдзава — Оё

### 6-7 (Ноппэра-бо)
В тюрьме Аптекарь встречает осуждённую на смерть красавицу Отё, якобы убившую своего мужа-тирана и его друзей. На самом же деле это сделал меняющий лица мононокэ. Похитив девушку из тюрьмы, мононокэ предлагает ей выйти замуж. Но это оказывается лишь хорошо разыгранной пьесой — сама того не подозревая, настоящей мононокэ оказывается Отё, пожертвовавшая в прошлом своими интересами ради амбиций жадной матери.

### 8-9 (Нуэ)
К принцессе, знатоку благовоний, сватаются четыре претендента. Все они мечтают создать школу благовоний в союзе с Её Высочеством (позже оказывается, что им нужна была не столько царственная особа, сколько артефактный кусочек дерева с уникальным ароматом). Принцесса приглашает своих поклонников на состязание благовоний. Но соревноваться приезжают только трое, а четвёртый по каким-то причинам не является. Его место с готовностью занимает Аптекарь. Претенденты начинают умирать один за другим, а после перерыва в игре находят мёртвой и саму принцессу. Аптекарь уничтожает мононокэ, чья истинная форма оказывается артефактом в виде куска дерева, а само поместье оказывается лишь старыми и заброшенными руинами.

### 10-12 (Бакэнэко)
В день открытия новой станции метро происходит отделение первого вагона поезда от всех остальных. В этом вагоне оказываются люди, как-то связанные с мононокэ, о чём рассказывает им возникший там Аптекарь. В ходе многочисленных бесед и истерик выясняется, что мононокэ появился из-за смерти молодой и подававшей надежды журналистки, которую переехал машинист этого поезда. Никто не хочет признаваться в своей причастности к этой истории, не только потому, что это стыдно, но и поскольку каждый исповедующийся исчезает из вагона.